# Sprite Zero
Sprite Zero er et produkt fra The Coca Cola Company. Det er en lightudgave af Sprite. Sprite Zero blev lanceret i 1988 under navnet Sprite Light. I 2004 skiftede den navn til Sprite Zero. Sprite Zero kan købes i 0,33, 0,5 og 1,5-literflasker. 